# Биоково (планина)
Биоково је друга по величини планина у Републици Хрватској. Планина се налази на обали Јадранског мора у Сплитско-далматинској жупанији, изнад Макарске. Припада територијама Градова Макарска и Вргорац, односно територијама општина Брела, Башка Вода, Тучепи, Подгора, Градац, Загвозд, Задварје и Шестановац. 
Простире се од ушђа реке Цетине до реке Неретве. Највиши врх планине, Свети Јуре (Свети Ђорђе) је висок 1.762 метра. Он се наставља на врхове Сусвид (1.155 m) и Рилић (836m) који представљају делове Биоковског венца. На врху Свети Јуре се налази ТВ торањ Свети Јуре. До врха води асфалтни пут дуг 23 km.
Планина је углавном гола и кршевита, а ниже стране су покривене ретким шумама. Северни део планине, површине 196 km², проглашен је Парком природе 1981. године. Парк природе се одржава и под зашититом је Јавне установе „Парк природе Биоково”.
Када је време лепо са врха је могуће видети Апенинско полуострво.

## Рељеф
Планином доминирају вртаче, од којих су неке изразито дубоке, преко 100 m. Неке од вртача настављају се у дубоке јаме, док су дна неких само урушена. Због доминације вртача, као облика површинског краса, овакви терени називају се „мрежасти крас”.